# روز جهانی بهداشت قاعدگی

روز جهانی بهداشت قاعدگی (به انگلیسی: Menstrual Hygiene Day) روزی است که با هدف آموزش در زمینهٔ بهداشت قاعدگی و درک چرخه قاعدگی در ۲۸ می (۷ خرداد) توسط سازمان مردم نهاد Wash united مستقر در برلین آلمان تعیین شده‌است.
چون ماه مه پنجمین ماه سال است و بسیاری از بانوان هم به‌طور متوسط پنج روز در هر ماه دچار خونریزی می‌شوند و چرخه قاعدگی بانوان معمولاً ۲۸ روز است، ۲۸ ماه مه به‌عنوان نمادی برای توجه به بهداشت قاعدگی انتخاب شده‌است.

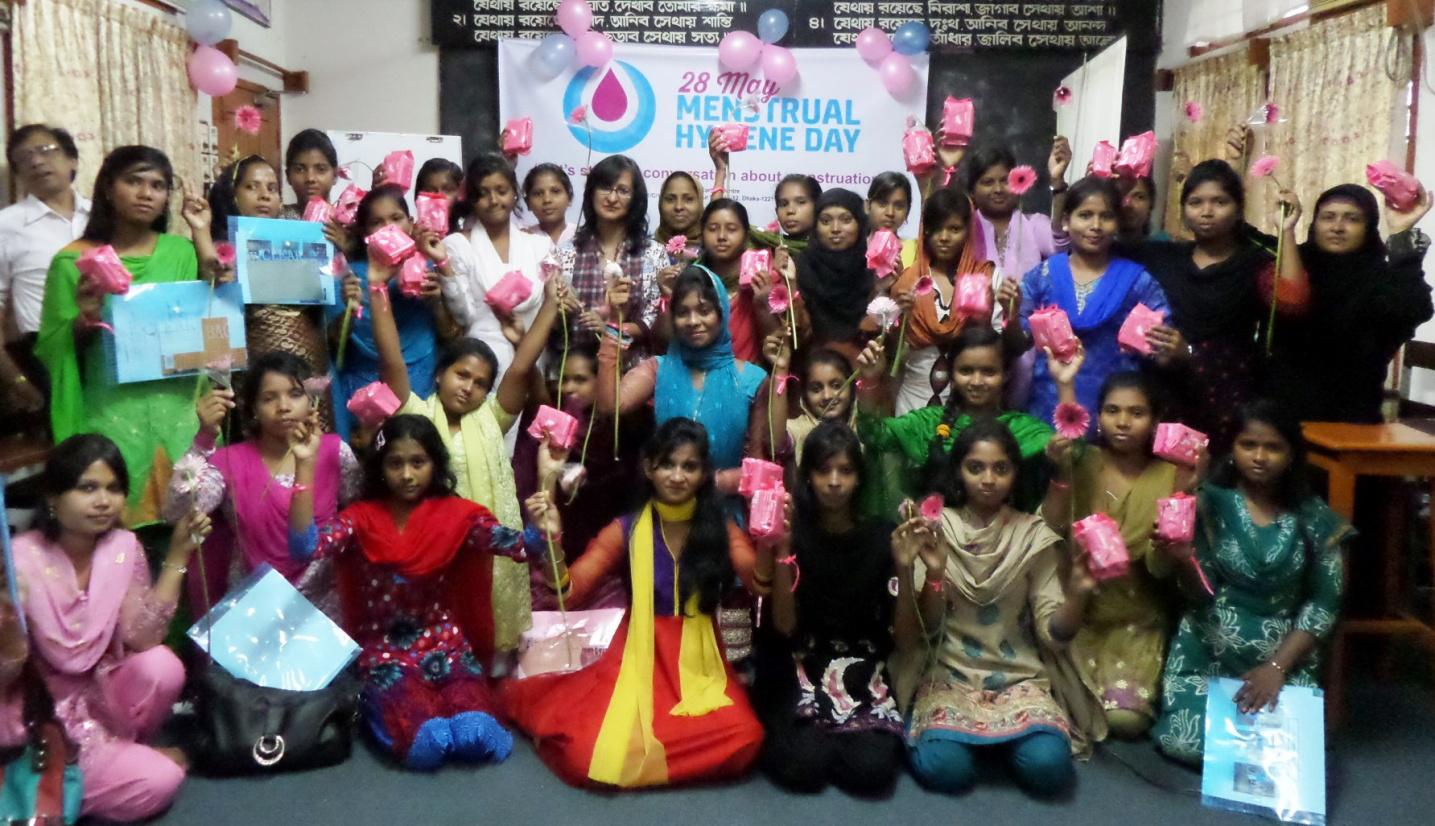
جشن روز بهداشت قاعدگی در بنگلادش